# Daut Boriçi
Daut Boriçi (tur. Davut Şükrü Efendi; ur. 20 grudnia 1825 w Szkodrze, zm. 2 listopada 1896 tamże) – albański nauczyciel i duchowny muzułmański, działacz polityczny.

## Życiorys
Kształcił się w Szkole Zosimaia. W 1839 roku rozpoczął naukę języka arabskiego oraz zaczął pobierać lekcje religii w medresach. W 1848 roku został imamem, po dwóch latach wyjechał do Konstantynopola, gdzie odbył studia teologiczne i pracował jako nauczyciel w jednej z medres, następnie pełnił funkcję inspektora oświaty. Na prośbę swojego ojca powrócił do Szkodry, gdzie kontynuował pracę nauczyciela; w 1869 roku został dyrektorem szkoły, a rok później inspektorem oświaty w Szkodrze i pełnił tę funkcję do 1874 roku.
W 1869 roku rozpoczął działalność polityczną. Przed rozpoczęciem obrad kongresu berlińskiego w czerwcu 1878 roku odbyła się masowa manifestacja w Szkodrze, podczas której 380 osób (w tym Daut Boriçi) podpisało petycję przeciwko potencjalnej aneksji przez Księstwo Czarnogóry terytoriów zamieszkanych przez Albańczyków. 11 listopada 1878 roku powstał w Szkodrze oddział Ligi Prizreńskiej, któremu Boriçi przewodził przez trzy lata. Organizacja ta odegrała ważną rolę w mobilizacji Albańczyków w tym regionie, protestując przeciwko przekazywaniu ziemi albańskiej Czarnogórze i wspierając ruch oporu w miejscowościach Plav, Gusinje, Hoti, Gruda, Bar oraz Ulcinj. Po stłumieniu Ligi Prizreńskiej był przez krótki czas internowany na terenie Anatolii, gdzie kontynuował pracę nauczyciela.
W 1882 roku pełnił funkcję inspektora edukacji w wilajecie Szkodra, w tym czasie zwrócił się do władz osmańskich z prośbą o pozwolenie na wprowadzenie języka albańskiego do szkół w Szkodrze. Przeszedł na emeryturę w 1894 roku; zmarł dwa lata później, został pochowany na terenie jednego z muzułmańskich cmentarzy na terenie Albanii.
Autor pierwszego elementarza albańsko-tureckiego zapisanego alfabetem arabskim; praca została dwukrotnie wydana w latach 1861 oraz 1869; jako, że publikacja w języku albańskim była wówczas w Imperium Osmańskim zabronione, opublikował je anonimowo. Wśród innych prac jego autorstwa były podręczniki do gramatyki oraz języka albańskiego (jeden z nich pochodzi z roku 1881), a także niedokończony słownik turecko-albański. Napisał także dwa pamiętniki pisane w latach 1884–1850 oraz 1893–1895; w pierwszym z nich opisał m.in. swoją działalność w Lidze Prizreńskiej.
Jego dom do lat 90. XX wieku pełnił funkcję muzeum; budynek następnie ulegał degradacji, jednak został przejęty przez jedno z muzułmańskich stowarzyszeń, z którego inicjatywy budynek został odrestaurowany jako medresa dla dziewcząt.

## Odznaczenia i upamiętnienie
Za swój udział na rzecz szerzenia edukacji w języku albańskim został pośmiertnie odznaczony Orderem Wolności III klasy. Jego imieniem nazwano jedną z głównych ulic w Szkodrze.

## Życie prywatne
Jego rodzina pochodziła z okolic Baru, jego ojcem był Mustafa Boriçi.
Miał brata Saliha oraz syna Ahmeta. Jeden z jego wnuków miał na imię Musa.